# Université Titu-Maiorescu
Pour les articles homonymes, voir Maiorescu.
L'université Titu-Maiorescu est une université privée de Bucarest, en Roumanie, fondée en 1991.
Elle est académiquement  reconnue, c’est une université privée fondée en 1991. L’université est située dans le secteur 4 de la ville de Bucarest.